# Strumigenys louisianae
Strumigenys louisianae (лат.) — вид мелких муравьёв из трибы Attini (ранее в Dacetini, подсемейство Myrmicinae). Новый Свет.

## Распространение
Неарктика и Неотропика: Северная, Центральная и Южная Америка. Встречается от США на севере ареала до Парагвая на юге, включая острова Карибского бассейна (Гаити, Куба, Пуэрто-Рико). Один из наиболее широко распространённых американских видов муравьёв.

## Описание
Мелкие дацетиновые муравьи, обитающие в тропических лесах. Длина желтовато-коричневого тела рабочих от 1,8 до 3,4 мм (самцы буровато-чёрные). Длина головы (HL) 0,46 — 0,70 мм, ширина головы (HW) 0,38 — 0,54 мм, головной индекс (CI) 71-92, длина скапуса (SL) 0,24 — 0,25 мм. Вентральная поверхность петиоля без губчатой структуры. Волоски первого брюшного тергита прямые или слабо булавовидные. Волоски и опушение на голове и на передней части скапуса изогнуто-лопатовидные. Апикальная вилка мандибул с двумя интеркалярными мелкими зубчиками между основными апикодорсальным и апиковентральным зубцами. Голова треугольной формы вытянутая острым концом вперёд и с выемкой в задней части. Мандибулы длинные с зубцами у вершины. Фасеточные глаза мелкие. Заднегрудка угловатая. Губчатая структура на постпетиоле и в основании брюшка развита, но отсутствует на вентральной стороне петиоля. Стебелёк между грудкой и брюшком состоит из двух члеников: петиолюса и постпетиолюса (последний четко отделен от брюшка), жало развито, куколки голые (без кокона). Специализированные охотники на коллембол.

## Генетика
Имеют один из самых маленьких среди муравьёв хромосомным набором (и самым низким среди неотропической мирмекофауны и всех представителей отряда перепончатокрылые), диплоидный набор самок и рабочих включает только четыре хромосомы: 2n = 4 (Alves-Silva et al., 2014).

## Систематика
Вид был впервые описан в 1863 году немецким мирмекологом и поэтом Юлиусом Рогером (1819—1865). Сильно варьирующий вид, в разных частях своего широкого араела отличающийся как по окраске, так и по скульптуре и размерам. Это привело к многочисленным переописаниям вида под другими именами и множеству синонимов. Близок к видам S. dubitata, S. infidelis и S. mixta из видовой группы Strumigenys louisianae species group, к которой он и сам относится. От S. mixta отличается мезонотумом с парой отстоящих волосков (простой или апикально сплющенной формы; у S. mixta они более длинные и тонкие).

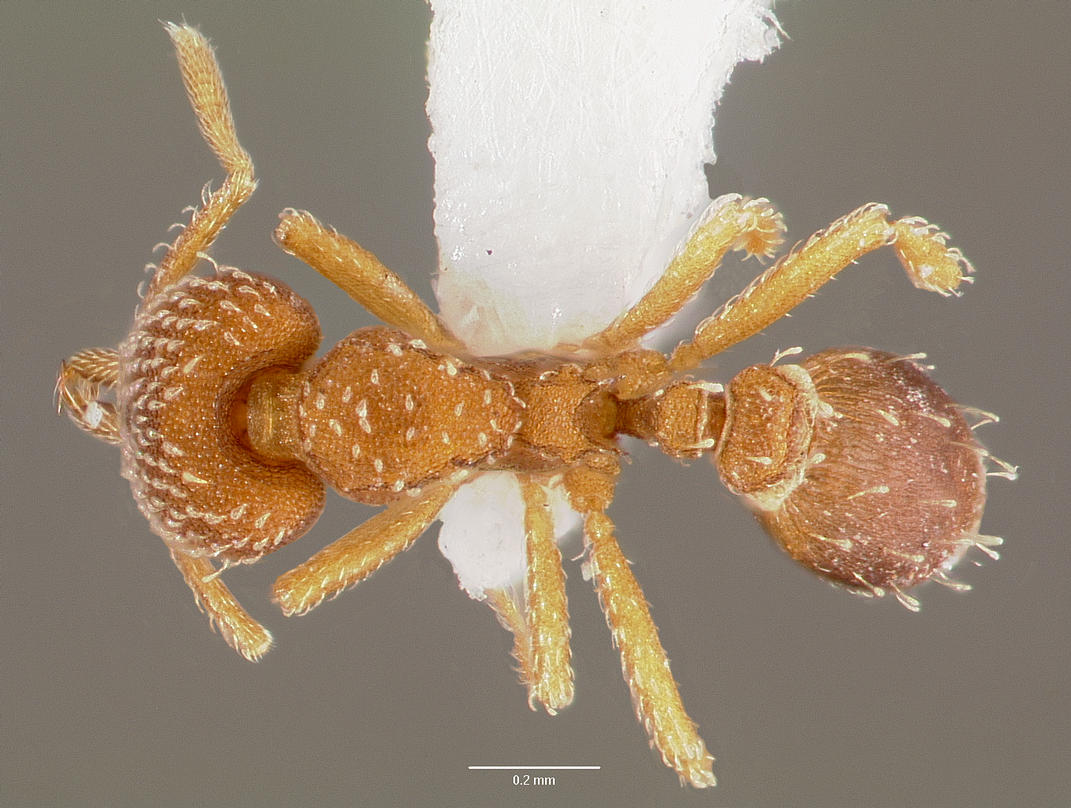
Вид сверху
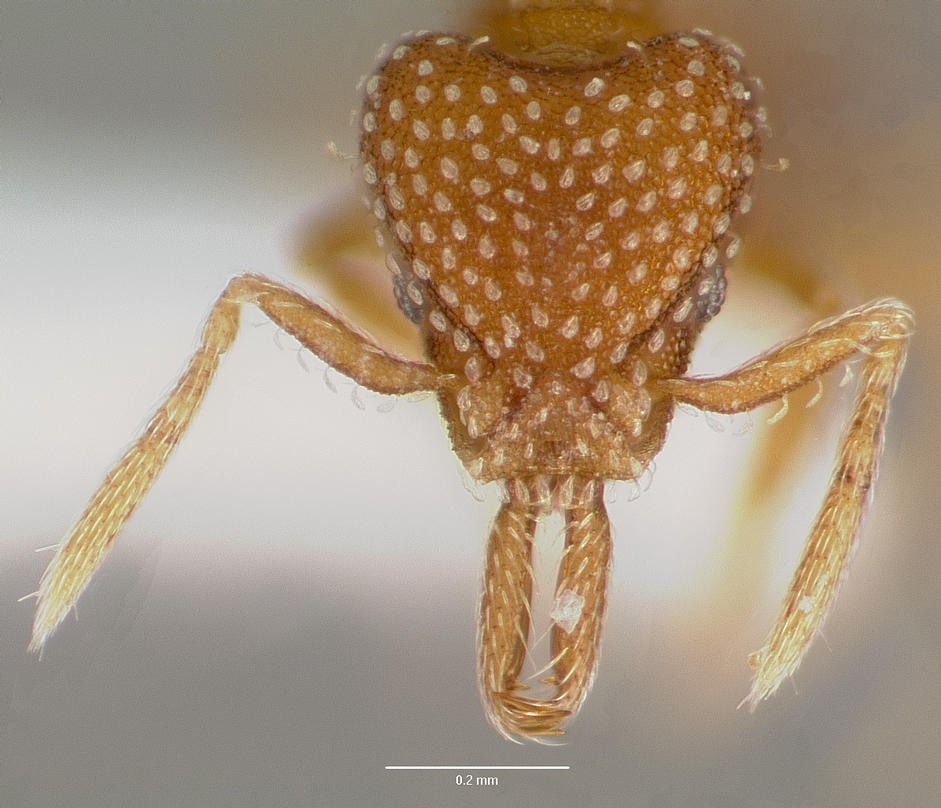
Голова
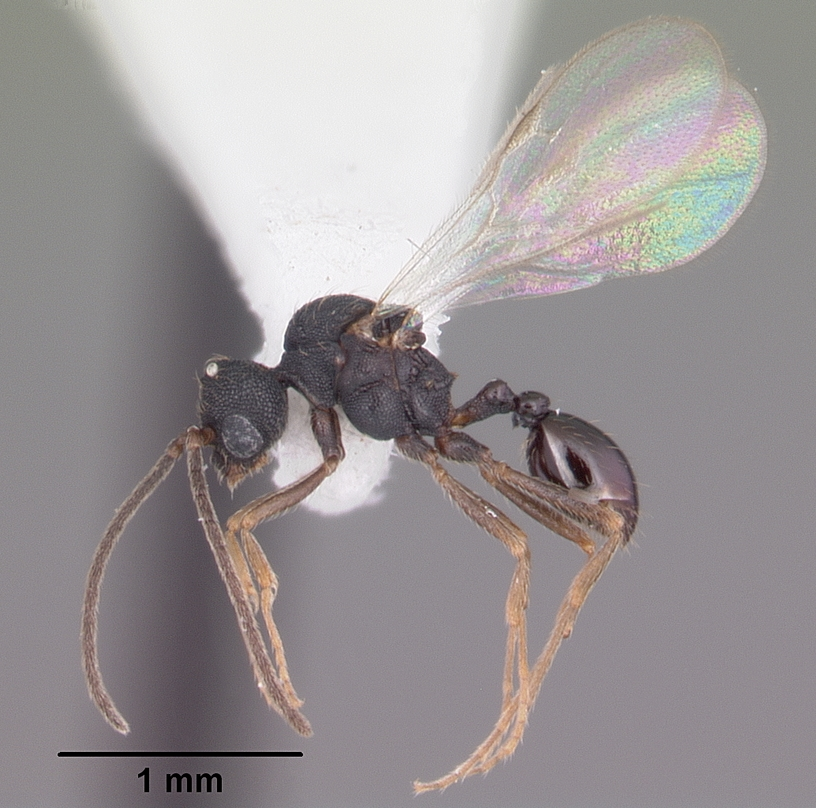
Крылатый самец
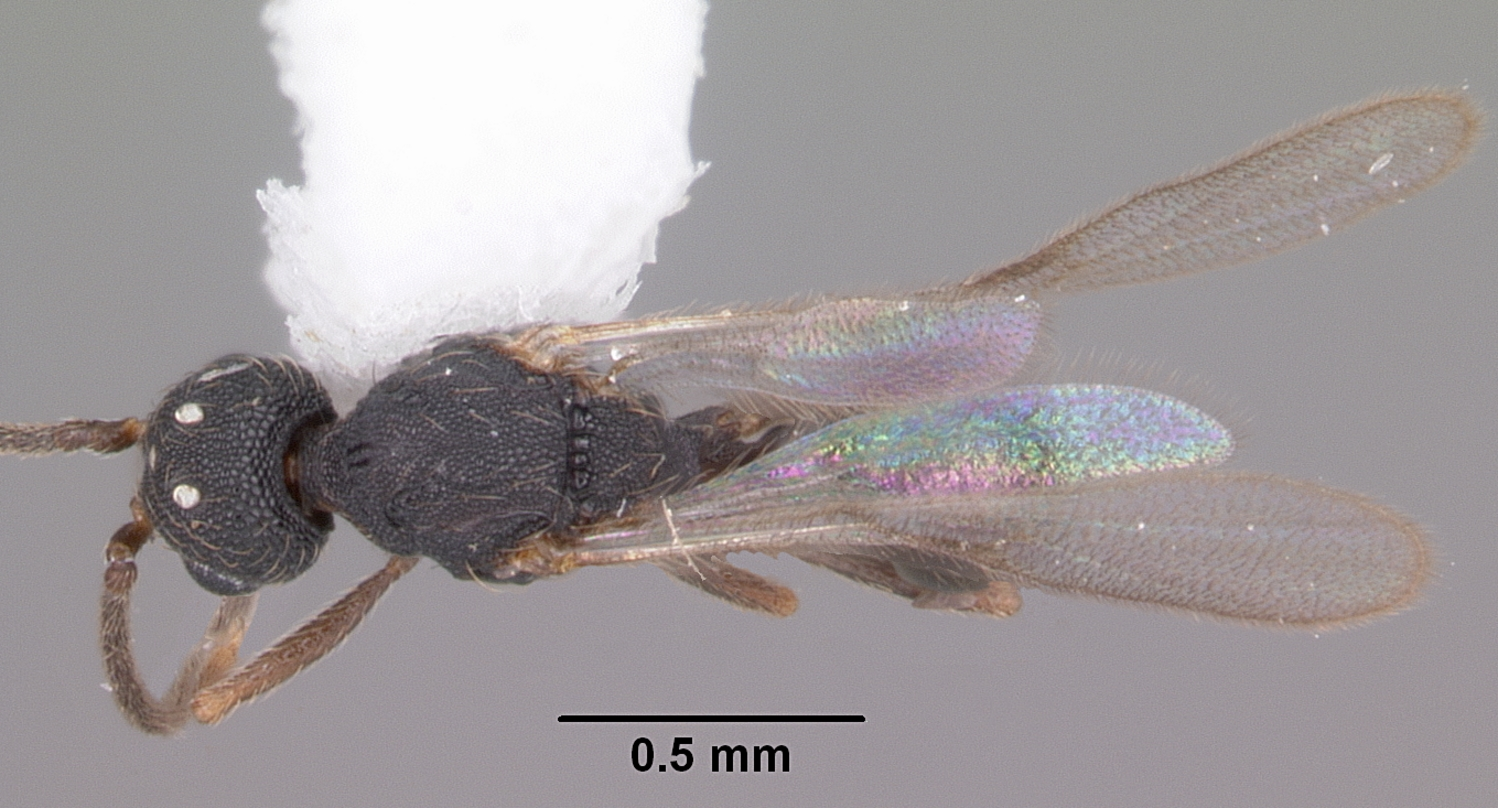
Крылатый самец
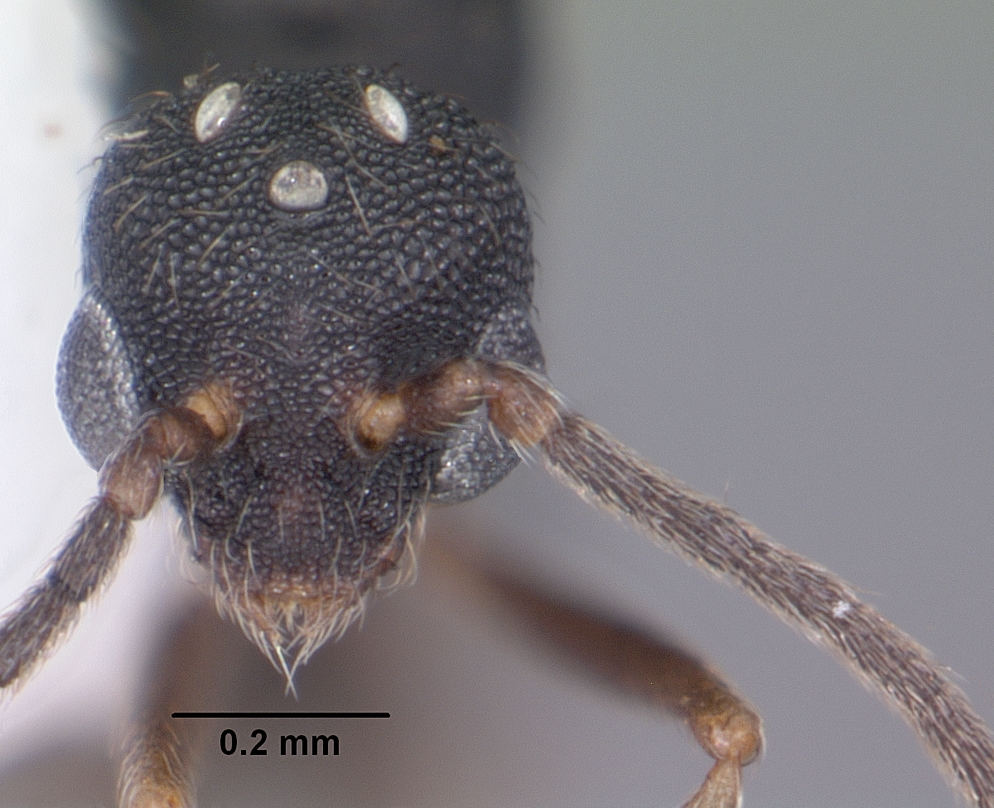
Голова самца

## Этимология
Видовое название S. louisianae дано по месту первого обнаружения. Типовая серия была описана из Луизианы (США).